# Ephemerisierung
Ephemerisierung ist ein durch Richard Buckminster Fuller geprägter Begriff, der die Tendenz der heutigen Technologie beschreibt, die zu immer kleineren, leichteren und effizienteren Maschinen bzw. technischen Anwendungen führt.
Fuller benutzte dazu manchmal die Darstellung eines Satelliten, um sein Konzept zu erklären: das Gewicht eines Satelliten beträgt nur einen kleinen Bruchteil von den 750.000 Tonnen an Transatlantikkabeln, aber übernimmt deren Funktionalität. Der Denker und Autor Stewart Brand (eigentlich ein Biologe) übertrug Fullers Konzept zu „Mehr-mit-weniger-tun“ in seinem Buch Das Ticken des langen Jetzt (vgl. The Long Now Foundation).
Ephemerisierung ist teilweise die Verwirklichung der Multifunktionalität, ein Prinzip, das in der Natur beobachtet werden kann. Fuller sah diese Multifunktionalität als Basis der „natürlichen Technologie“ an. Man kann sagen, das Design von „Mehr durch Weniger“ wird durch weniger menschliche und ressourcenhafte Aufwendungen sowie weniger Abfall bewerkstelligt.
Dieses Konzept kann bei elektronischen Geräten festgestellt werden, besonders jenen, die seit der Erfindung von Transistoren oder Silizium-Microchips hergestellt wurden. Das Prinzip kann und wird im Makrokosmos der Architektur angewandt sowie bei anderen Formen des praktischen Designs, der Konstruktion, des Transports und vielen anderen Feldern.
Ephemerisierung führt nur dann auch zu einer Dematerialisierung, wenn der ökologische Rucksack nicht zu stark zunimmt. Das ist allerdings bei den meisten Hightech-Geräten nicht der Fall.